# Finite-Integral-Methode
Die Finite-Integral-Methode basiert auf der Finite Integration Theorie (FIT) und ist ein numerisches Simulationsverfahren zur näherungsfreien Lösung der elektromagnetischen Grundgleichungen nach Maxwell. Sie bildet die mathematische Grundlage von Simulationsprogrammen für elektromagnetische Probleme wie z. B. MAFIA und CST MICROWAVE STUDIO®.

## Grundlagen
Die Finite-Integral-Methode, zuerst 1976 von Thomas Weiland vorgestellt, löst die nach Maxwell benannten elektromagnetischen Grundgleichungen
{\displaystyle \oint _{C(A)}{\vec {E}}\cdot d{\vec {s}}\;=\;-\int _{A}{\frac {\partial }{\partial t}}{\vec {B}}\cdot d{\vec {A}}}
{\displaystyle \oint _{C(A)}{\vec {H}}\cdot d{\vec {s}}\;=\;\int _{A}\left({\frac {\partial }{\partial t}}{\vec {D}}+{\vec {J}}\right)\cdot d{\vec {A}}}
{\displaystyle \oint _{A(V)}{\vec {D}}\cdot d{\vec {A}}\;=\;\int _{V}\rho \cdot dV}
{\displaystyle \oint _{A(V)}{\vec {B}}\cdot d{\vec {A}}\;=\;0}
näherungsfrei in deren Integralform und mittels Integralapproximation die Materialgleichungen
{\displaystyle {\vec {D}}\;=\;\varepsilon _{0}\varepsilon _{r}{\vec {E}}}
{\displaystyle {\vec {B}}\;=\;\mu _{0}\mu _{r}{\vec {H}}}
{\displaystyle {\vec {J}}\;=\;\kappa {\vec {E}}+{\vec {J_{s}}}}
in diskretisierter Form.

## Vorgehensweise
Das gesamte Problemgebiet wird in ein erstes (oder primäres) dreidimensionales Netz von einzelnen, möglichst kleinen Gitterzellen  (engl.: mesh cells) mit den Materialeigenschaften {\displaystyle \varepsilon _{r},\mu _{r},\kappa } unterteilt, die jede bzgl. ihrer elektrischen Kantenspannung {\displaystyle e_{i}=E_{i}\cdot a} und ihres magnetischen Flusses durch die Randflächen {\displaystyle b_{j}=B_{j}\cdot A_{j}} berechnet wird.
Zusätzlich wird ein orthogonal zum ersten Gitternetz angesetztes, zweites (duales) Gitterzellennetz  bzgl. der magnetischen Kantenspannung {\displaystyle h_{i}=H_{i}\cdot a} und des elektrischen Flusses durch die Randflächen {\displaystyle d_{j}=D_{j}\cdot A_{j}} unter Berücksichtigung der Stetigkeitsbedingungen berechnet.

Kurvenintegral über die elektrische Feldstärke in einer Gitterzelle

Durch die quaderförmige Form der Gitterzellen vereinfacht sich das Konturintegral der elektrischen Feldstärke {\displaystyle \oint _{C(A)}{{\vec {E}}\cdot d{\vec {s}}}=\int _{{C}_{1}}{{\vec {E}}\cdot d{\vec {s}}}+\int _{{C}_{2}}{{\vec {E}}\cdot d{\vec {s}}}-\int _{{C}_{3}}{{\vec {E}}\cdot d{\vec {s}}}-\int _{{C}_{4}}{{\vec {E}}\cdot d{\vec {s}}}} zur Summe {\displaystyle \sum _{i=1}^{4}e_{i}} der Kantenspannungen einer Quaderwand der Gitterzelle.
Die zeitliche Ableitung des magnetischen Flusses durch die Randfläche der Gitterzelle wird nun dieser Summe gleichgesetzt, so dass sich folgende Gleichung ergibt:
{\displaystyle \sum _{i=1}^{4}e_{i}\;=\;e_{1}+e_{2}-e_{3}-e_{4}\;=\;-{\frac {\partial }{\partial t}}b_{n}}
Diese Berechnung muss für alle sechs Randflächen einer Gitterzelle wiederholt werden. In Matrixschreibweise ergibt sich das Gleichungssystem
{\displaystyle {\begin{pmatrix}\ldots &\ldots &\ldots &\ldots &\ldots &\ldots &\ldots \\1&\ldots &1&\ldots &-1&\ldots &-1\\\ldots &\ldots &\ldots &\ldots &\ldots &\ldots &\ldots \end{pmatrix}}\cdot {\begin{pmatrix}e_{i}\\\vdots \\e_{j}\\\vdots \\e_{k}\\\vdots \\e_{l}\end{pmatrix}}\;=\;-{\frac {\partial }{\partial t}}\;{\begin{pmatrix}\vdots \\b_{n}\\\vdots \end{pmatrix}}}
{\displaystyle {\textbf {C}}\cdot {\vec {e}}\;=\;-{\frac {\partial }{\partial t}}\;{\vec {b}}}
Die beschreibende Matrix {\displaystyle {\textbf {C}}} besitzt als Elemente nur die Werte 1, 0, −1.
Analog dazu werden die übrigen Maxwell’schen Gleichungen behandelt. In Matrixschreibweise ergibt sich das Gitter-Maxwell-Gleichungssystem
{\displaystyle {\textbf {C}}\cdot {\vec {e}}\;=\;-{\frac {\partial }{\partial t}}\;{\vec {b}}}
{\displaystyle {\textbf {C}}_{\text{Dual}}\cdot {\vec {h}}\;=\;{\frac {\partial }{\partial t}}\;{\vec {d}}+{\vec {j}}}
{\displaystyle {\textbf {S}}_{\text{Dual}}\cdot {\vec {d}}\;=\;{\vec {q}}}
{\displaystyle {\textbf {S}}\cdot {\vec {b}}\;=\;{\vec {0}}}
Die Matrix {\displaystyle {\textbf {C}}} entspricht dem analytischen Rotations-Operator, die Matrix {\displaystyle {\textbf {S}}} entspricht dem analytischen Divergenz-Operator. Der Index {\displaystyle Dual} weist auf die Berechnung der Kantenspannungen und Flüsse im Dualen Gitter hin.
Die Materialgleichungen werden analog zu den Maxwell’schen Gleichungen diskretisiert.
{\displaystyle {\vec {d}}\;=\;{\textbf {M}}_{\varepsilon }\;\cdot \;{\vec {e}}}
{\displaystyle {\vec {b}}\;=\;{\textbf {M}}_{\mu }\;\cdot \;{\vec {h}}}
{\displaystyle {\vec {j}}\;=\;{\textbf {M}}_{\kappa }\;\cdot \;{\vec {e}}\;+\;{\vec {j}}_{s},}
wobei die Materialgrößen  orts-, frequenz- und richtungsabhängig sein können.
Die FIT-Methode ist auf alle elektromagnetische Probleme im Zeit- und Frequenzbereich anwendbar, sowohl in der Elektrostatik, als auch in der Elektrodynamik. Durch den speziellen Zuschnitt der FIT-Methode auf die Maxwell’schen Gleichungen und das daraus entstehende diskrete Analogon sind die Stetigkeitsbedingungen a priori erfüllt und die analytischen Eigenschaften der Vektoroperationen werden beibehalten.
Für elektrodynamische Probleme werden im Frequenzbereich alle zeitlichen Ableitungen durch {\displaystyle j\omega } ersetzt. Das Ergebnis einer Simulation im Frequenzbereich liefert die Impulsantwort auf ein monofrequentes Eingangssignal.
Im Zeitbereich ist eine breitbandige Anregung mit freien Signalverläufen gestattet. Die Simulationsrechnung beschreibt in diesem Fall das Frequenzverhalten über einen vorab definierten Frequenzbereich.